# 2011年5月

## 5月1日
- 教廷为已故教宗举行宣福礼，宣福礼由教宗本笃十六世主持。[1]
- 美国总统贝拉克·奥巴马宣布基地组织领导人在巴基斯坦阿伯塔巴德豪宅住處被美军击毙。[2][3][4]
- 法國找到2009年失事的法航447號班機的黑匣子的一部分。[5][6][7][6]
- 为了迎接世界大学生运动会，本日起四个月内，广东省深圳市施行菜刀实名制。[8][9][10]

## 5月2日
- 法航447號班機的黑匣子第二部分已被找到。[11]
- 加拿大第41届联邦议会选举结果揭晓，哈珀总理领导的保守党获胜，将首次组成多数政府。[12][13]
- 苏格兰选手约翰·希金斯在英国谢菲尔德克鲁西布剧院举行的2011年斯诺克世界锦标赛决赛中获胜，第4次获得该赛事的冠军。[14]

## 5月3日
- 联合国大会以180票赞成、2票弃权通过了授予欧盟观察员地位议案。[15]

## 5月4日
- 巴勒斯坦两大政治派别巴民族解放运动（法塔赫）和巴伊斯兰抵抗运动（哈马斯）在埃及主持下正式签署和解协议。巴勒斯坦由此结束长达4年的分裂状态。[16][17]
- 美国航空航天局发射的探测卫星引力探测器B证实了爱因斯坦提出的广义相对论中的两项关键预测。新华网（页面存档备份，存于）

## 5月5日
- 欧盟委员会、国际货币基金组织和欧洲央行组成的三方代表团在里斯本举行联合记者招待会，宣布与葡萄牙当局和各主要反对党就援助方案的内容达成一致。根据这套方案，未来3年，葡萄牙将获得780亿欧元的援助贷款，其中包括120亿欧元用于支持该国银行业。新华网（页面存档备份，存于）
- 首届东盟-欧盟商业峰会在雅加达JCC会议中心举行，印尼总统苏西洛出席并主持峰会。中国新闻网（页面存档备份，存于）

## 5月6日
- 意大利最大的工會舉行全國性罷工，要求所有工會成員暫停工作達四個小時，造成公家機關、交通系統、銀行和學校等各處全面停擺。[18]

## 5月7日
- 第18届东盟首脑会议在印尼雅加达开幕。[19][20]

## 5月8日
- 新加坡新一届国会选举结果揭晓，执政党人民行动党获得87个议席中的81席，继续保持压倒性优势。反对党工人党获得6席，其中包括反对党首次赢得的一个集选区。新华网（页面存档备份，存于）
- 韓國首爾舉行「佛誕節燃燈大會」，有全世界數十個國家同時參與，以慶祝一年一度的佛誕節與母親節，全世界佛教團體亦於各地響應，該次大會吸引數萬人前往觀賞。中時

## 5月9日
- 第三轮中美战略与经济对话在美国首都华盛顿开幕。新华网（页面存档备份，存于）
- 比利时选手沃特·维兰特在2011年环意自行车赛第3赛段的比赛中摔伤身亡，成为16年来首个在三大国际公路自行车赛上死亡的选手。中国网（页面存档备份，存于）

## 5月10日
- 大洋洲國家薩摩亞宣布將於2011年12月29日起更改國際換日線， 該國時區將從國際換日線的東方變換到西方，時間將撥快廿四小時，原本是目前全世界每天最後結束的國家之一，就會變更為每天最早開始的國家之一。聯合報
- 美国微软公司宣布，已决定出价85亿美元以现金方式收购网络通信公司Skype。新华网（页面存档备份，存于）

## 5月11日
- 巴塞罗那足球俱乐部提前两轮获得西班牙足球甲级联赛2010年至2011年赛季的冠军，这是该俱乐部历史上第21次获得西班牙足球甲级联赛的冠军。新浪（页面存档备份，存于）
- 尼泊尔夏尔巴人登山家阿帕·谢尔巴第21次登顶珠穆朗玛峰，刷新了他自己保持的登顶珠穆朗玛峰次数的世界纪录。新浪（页面存档备份，存于）
- 2011年洛尔卡地震: 這起發生在西班牙洛尔卡規模5.1（修正值）的地震，至少造成9人罹難與293人受傷。BBC中文網（页面存档备份，存于）、美國地質調查局、elmundo.es（页面存档备份，存于）

## 5月12日
- 第二轮中欧高级别战略对话在欧盟轮值主席国匈牙利首都布达佩斯举行。[21]
- 約翰·德米揚魯克在德國法院被判於第二次世界大戰期間在集中營殺害超過28000名猶太人罪名成立。BBC（页面存档备份，存于）
- 科学家通过研究伽利略号探测器的观测结果，发现木星卫星木卫一地表下面有一个约50公里深的巨大的岩浆海洋。BBC（页面存档备份，存于）
- 孟加拉乡村银行创始人、2006年诺贝尔和平奖得主穆罕默德·尤努斯宣布辞去孟加拉乡村银行行长职务。新华网

## 5月13日
- 世界最大太阳能飞机太阳驱动号首次跨国飞行成功。新华网（页面存档备份，存于）
- 在巴基斯坦西北部的邊防警衛訓練中心發生兩起自殺炸彈攻擊，造成80人喪命，近140人受到輕重傷。巴國反政府游擊組織塔利班坦承犯下這起案件，並聲明是為賓拉登報仇，這是賓拉登遭美軍狙殺後，首度發生報復攻擊。TVBS（页面存档备份，存于）

## 5月14日
- 曼彻斯特城足球俱乐部在英国伦敦温布利球场举行的2011年英格兰足总杯决赛中击败斯托克城足球俱乐部，获得足总杯冠军。搜狐（页面存档备份，存于）
- 提前一轮获得英格兰超级联赛2010年至2011年赛季的冠军，并以19次夺冠的成績成為历史上獲得最多英格蘭頂級聯賽冠軍的球隊。国际日报[]
- 国际货币基金组织总裁多米尼克·斯特劳斯-卡恩因涉嫌性侵犯一名酒店女服务员而遭美国纽约警方的逮捕。中国日报
- 阿塞拜疆歌唱组合埃尔和尼基在德国杜塞尔多夫举行的2011年欧洲歌唱大赛中凭借演唱歌曲《受惊而逃》获得冠军。德国之声（页面存档备份，存于）

## 5月16日
- 美国航空航天局奋进号航天飞机搭载阿尔法磁谱仪从佛罗里达州肯尼迪航天中心发射升空，前往国际空间站，这将是奋进号最后一次执行太空任务。新华网 Archive.today的存檔，存档日期2013-04-28

## 5月17日
- 英国女王伊麗莎白二世抵达爱尔兰首都都柏林，開始對愛爾蘭進行國事訪問，这是1911年以来英國君主首次访问爱尔兰。BBC（页面存档备份，存于）

## 5月18日
- 马来西亚前首相马哈迪·莫哈末进入国家心脏中心接受肺部感染治疗。[22]
- 為了慶祝國際博物館日，世界各國多處博物館、展館共同響應該日而規劃相關活動。新華網 Archive.today的存檔，存档日期2013-04-28
- 国际货币基金组织总裁多米尼克·斯特劳斯-卡恩宣布辞职。新华网（页面存档备份，存于）
- 世界贸易组织作出裁定，法国空中客车公司在A380等项目上不构成非法补贴，但在其他一些领域中存在着损害美国波音公司利益的补贴行为。新华网 Archive.today的存檔，存档日期2013-04-28

## 5月20日
- 巴基斯坦总理吉拉尼结束对中国的正式访问。访问期间，吉拉尼与贾庆林共同出席中巴建交60周年招待会。新华网 Archive.today的存檔，存档日期2013-04-28

## 5月21日
- 科特迪瓦在政治首都亚穆苏克罗正式举行新总统瓦塔拉的就职典礼。新华网（页面存档备份，存于）
- 冰岛格里姆火山喷发，其喷发的火山灰导致冰岛、丹麦等北欧国家取消部分航班。新华网 Archive.today的存檔，存档日期2013-04-28

## 5月22日
- 第四次中日韩领导人会议上午在日本东京开幕，中国总理温家宝、日本首相菅直人、韩国总统李明博出席会议。经济参考（页面存档备份，存于）ITIS智網
- 越南第十三届国会代表选举投票在全国各地展开。新华网 Archive.today的存檔，存档日期2013-04-28
- 第64屆坎城影展落幕，美國導演泰倫斯·馬利克執導的電影《永生樹》奪得金棕櫚獎，克斯汀·鄧斯特獲得最佳女演員獎，地主法國演員尚杜加丹（Jean Dujardin）獲得最佳男演員獎。聯合晚報中時（页面存档备份，存于）

## 5月23日
- 美國中西部密蘇里州5萬多人口的小城賈普林遭受強力龍捲風重創，這是全美國50多年以來威力最強的龍捲風，目前已知共有232人失蹤，125具找到的遺體。聯合/中央社[] 聯合/中央社

## 5月25日
- 2011年台灣塑化劑事件，台灣新北市昱伸公司調製含有DEHP塑化劑的黑心食品添加物起雲劑，經證實亦有銷售往菲律賓、上海、香港、東南亞、美國等地，香港的進口食品商表示將全面回收來自台灣，疑似有添加塑化劑的運動飲料。聯合新聞 NOWnews（页面存档备份，存于）

## 5月26日
- 中国江西省抚州市多处政府大楼附近发起三起连环爆炸事件，共造成2人死亡，6人受伤。新华网
- 受前南斯拉夫问题国际刑事法庭通缉的战犯嫌疑人、前波黑塞族共和国军队指挥官拉特科·姆拉迪奇在塞尔维亚被逮捕。美国之音
- 八国集团峰会在法国海滨城市多维尔拉开帷幕。中国网（页面存档备份，存于）
- 爱尔兰作家约翰·班维尔获得2011年度弗朗茨·卡夫卡奖。independent.ie（页面存档备份，存于）

## 5月28日
- 西班牙巴塞罗那足球俱乐部在英国伦敦温布利球场举行的2011年欧洲冠军联赛决赛中击败英格兰曼彻斯特联足球俱乐部，历史上第4次获得欧洲冠军联赛冠军。新华网 Archive.today的存檔，存档日期2013-04-28
- 埃及政府重新开放已关闭四年、与巴勒斯坦加沙地带陆路相连的拉法口岸，此举结束了外界对加沙地带的封锁。bbc（页面存档备份，存于）

## 5月29日
- 德国发生大肠杆菌疫情，至今已有十人不治身亡。欧洲疾病预防和控制中心说，本次疫情是全球最大规模的“溶血性尿毒症候群”疫情之一。BBC中文网（页面存档备份，存于）
- 尼日利亚新当选总统古德勒克·乔纳森在首都阿布贾雄鹰广场宣誓就职。新华网

## 5月31日
- 世界卫生组织下属的研究机构称，使用手机或其他无线通信设备，将增加人类患癌症的几率。[4]